# Heterogomphus aequatorius
Heterogomphus aequatorius är en skalbaggsart som beskrevs av Bates 1891. Heterogomphus aequatorius ingår i släktet Heterogomphus och familjen Dynastidae. Inga underarter finns listade i Catalogue of Life.